# Argonath
Argonath is de naam van een plaats in de fictieve wereld Midden-aarde van J.R.R. Tolkien.
De Argonath, ook wel genoemd de zuilen van de Koningen of de poorten van Argonath, zijn een groot monument op de plaats waar de rivier Anduin het meer Nen Hithoel binnenkomt. 
Het monument werd gebouwd door Rómendacil II rond 1340 in de derde era om de noordelijke grens van Gondor aan te duiden.  Het bestaat uit twee enorme, zuilvormige, beelden aan weerszijden van de rivier. De beelden, die Isildur en zijn broer Anárion voorstellen, hebben hun linkerhand opgeheven om de voorbijganger te waarschuwen dat hij Gondor betreedt.